# Petovia amatonga
Petovia amatonga là một loài bướm đêm trong họ Geometridae.